# Frederick Banting
Sir Frederick Grant Banting (ur. 14 listopada 1891 w Alliston, Ontario, zm. 21 lutego 1941 w pobliżu miasta Musgrave Harbour, Dominium Nowej Fundlandii) – kanadyjski chirurg i fizjolog, odkrywca insuliny, laureat Nagrody Nobla w dziedzinie fizjologii lub medycyny.

## Życiorys

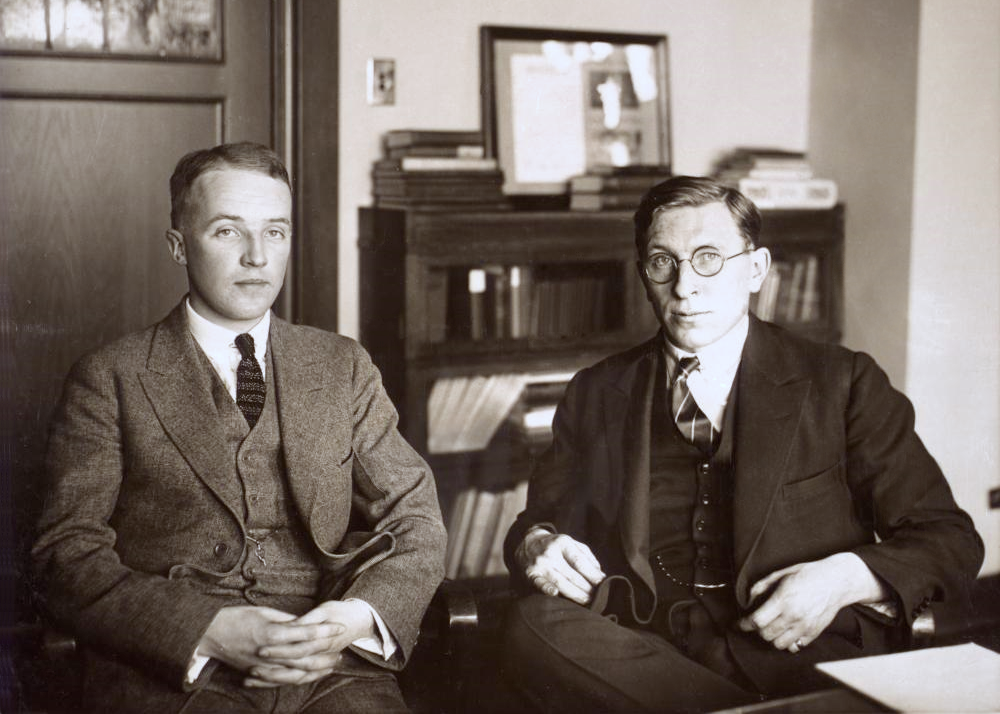
Best i Banting około 1924

Studiował medycynę na University of Toronto. W czasie I wojny światowej służył w kanadyjskim korpusie medycznym i walczył we Francji. W 1918 został ranny w bitwie pod Cambrai, a w 1919 odznaczony Krzyżem Wojskowym za dzielność w czasie działań bojowych. Po wojnie dokończył studia i pracował jako lekarz; prowadził prywatną praktykę oraz współpracował ze szpitalem dziecięcym w Toronto. Był także wykładowcą na University of Toronto. Od 1921 prowadził w Toronto badania w instytucie naukowym kierowanym przez Johna Macleoda.
Zajmował się działaniem hormonu wytwarzanego w trzustce zwierzęcej. W 1922 wspólnie z asystentem Charlesem Bestem odkrył insulinę, co wkrótce okazało się przełomem w leczeniu cukrzycy.
W 1923 za odkrycie insuliny otrzymał Nagrodę Nobla. Razem z nim wyróżniono nagrodą jego zwierzchnika z instytutu, Johna Macleoda, natomiast pominięto Besta. W tej sytuacji Banting dobrowolnie podzielił się premią pieniężną z Nagrody Nobla ze swoim asystentem. W 1934 został Kawalerem Komandorem Orderu Imperium Brytyjskiego (KBE) wraz z nadaniem mu przez króla Anglii Jerzego V tytułu szlacheckiego.
W czasie II wojny światowej służył jako oficer łącznikowy między brytyjską i północnoamerykańską służbą medyczną. W lutym 1941 zginął w katastrofie lotniczej na Nowej Fundlandii.